# James Robert Knox
James Robert Knox (ur. 2 marca 1914 w Bayswater, w  dzielnicy miasta Perth, zm. 26 czerwca 1983 w Rzymie) – australijski duchowny rzymskokatolicki, arcybiskup Melbourne w latach 1967–1974, kardynał, przewodniczący Papieskiej Rady ds. Rodziny.

## Życiorys
Ukończył diecezjalne seminarium duchowne New Norcia oraz rzymskie Papieskie Atheneum De Propaganda Fide. 22 grudnia 1941 otrzymał święcenia kapłańskie w Rzymie, został następnie kapelanem oraz wicedyrektorem uczelni, którą ukończył, i pełnił tę funkcję do 1949. W latach 1948–1950 pracował w watykańskim Sekretariacie Stanu, w tym okresie był też członkiem zespołu Radia Watykańskiego. W latach 1950–1953 sekretarz delegatury apostolskiej w Japonii. 8 listopada 1953 został wyświęcony na biskupa i jako tytularny arcybiskup Melitene wysłany do Mombasy w charakterze delegata apostolskiego w Afryce Brytyjskiej. W latach 1957–1967 był internuncjuszem w Indiach oraz delegatem apostolskim w Birmie i na Cejlonie. Uczestnik soboru watykańskiego II. 13 kwietnia 1967 został mianowany arcybiskupem Melbourne. 5 marca 1973 powołany do Kolegium Kardynalskiego z tytułem prezbitera Santa Maria in Vallicella przez Pawła VI. W roku następnym został prefektem Kongregacji ds. Kultu Bożego i Dyscypliny Sakramentów. Uczestnik obydwu konklawe w 1978. 4 sierpnia 1981 został przewodniczącym Papieskiej Rady ds. Rodziny. Pełnił też funkcję przewodniczącego Stałego Komitetu ds. Międzynarodowych Kongresów Eucharystycznych. Zmarł w Rzymie, a pochowano go w archikatedrze metropolitalnej w Melbourne.